# Christian Lange (Autor)
Christian Lange (* 1974 in Magdeburg) ist ein deutscher Autor. Er verfasst u. a. Fantasy-Literatur, Krimis und Kurzgeschichten.

## Leben
Christian Lange wurde 1974 in Magdeburg geboren. Abgesehen von einem einjährigen Aufenthalt in Lüneburg ist er seiner Heimatstadt treu geblieben.
Nachdem er sich im Umfeld des Fantasy-Rollenspiels Das Schwarze Auge mit Kurzgeschichten betätigt hatte, veröffentlichte er 2010 im Fanpro-Verlag seinen ersten Roman Caldaia. Es folgten weitere Romane und Kurzgeschichten z. B. für Das Schwarze Auge in der Anthologie „Schattenlichter“, oder in der Anthologie „Karl – Geschichten eines Großen“.
Der Autor war an der Anthologie „Eis & Dampf“ beteiligt, die als erste dieser Art über Crowdfunding finanziert wurde. 2014 erschien sein Roman Kors Kodex, wiederum für Das Schwarze Auge.
2016 erschien mit „Durch fremde Augen“ sein erster Kriminalroman.

## Preise
Christian Lange erhielt den Goldenen Homer 2015 in der Kategorie „Beste Historische Kurzgeschichte“ sowie mehrmals den Deutschen Phantastik Preis (z. B. für die Mitarbeit am Rollenspiel „Das Schwarze Auge“).

## Werke
- Caldaia (2010), ISBN 978-3-89064-145-4
- Kors Kodex (2014), ISBN 978-3-86889-300-7
- Durch fremde Augen (2016), ISBN 978-3-942503-11-2
- Die Pyramiden von Pirimoy (2017), ISBN 978-3-86762-291-2
- Der letzte Wächter (2017), Novelle aus dem Zyklus der „Wächterchroniken“
- Die ægyptische Maschine (2018), ISBN 978-3867623353

Mitarbeit an:
- Eis & Dampf (2013), ISBN 978-3-86762-200-4
- Karl – Geschichten eines Großen (2014), ISBN 978-3-9815774-6-4
- Schattenlichter (2013), ISBN 978-3-86889-861-3
- Umray (2015), ISBN 978-3-944544-87-8
- Gamer (2016), ISBN 978-3-95777-070-7
- Irrlichter (2015), ISBN 978-3-940036-32-2
- Die Heldformel (2016), ISBN 978-3-95996-028-1
- Fragmente der Zeit (2017), ISBN 978-3-941340-16-9